# Conteville (Somme)
Pour les articles homonymes, voir Conteville.
Conteville est une commune française située dans le département de la Somme en région Hauts-de-France.

## Géographie

### Localisation
Conteville est un village picard du Ponthieu.
À vol d'oiseau, la localité est située à 7 km au sud d'Auxi-le-Château, 8 km au nord-ouest de Bernaville, 19 km au sud-ouest d'Abbeville, 19 km à l'ouest de Doullens et à 35 km au nord d'Amiens.
Le territoire de la commune est limitrophe de ceux de sept communes.
Les communes limitrophes sont  Bernâtre, Coulonvillers, Cramont, Domléger-Longvillers, Hiermont, Maison-Ponthieu et Yvrench.

### Géologie et relief
La superficie de la commune est de 6,46 km2 ; son altitude varie de 80  à   136 mètres.
Le territoire communal est plat. Le sol se révèle argilo-sableux, de formation tertiaire. À cinq ou six mètres, se trouve la marne, au-dessus d'une couche glaiseuse, mêlée à des silex. Des traces minimes de phosphates fossiles ont été trouvées.

### Hydrographie
La commune est située dans le bassin Artois-Picardie. Elle n'est drainée par aucun cours d'eau.
Aucune vallée humide ne se trouve à moins de 7 km. Deux bassins versants drainent les eaux de ruissellement : au sud-ouest, vers la Somme, par le Scardon, vers le nord, par l'Authie.
A la fin du XIXe siècle, les puits devaient être creusés à au moins 40 m de  profondeur pour atteindre la nappe phréatique.

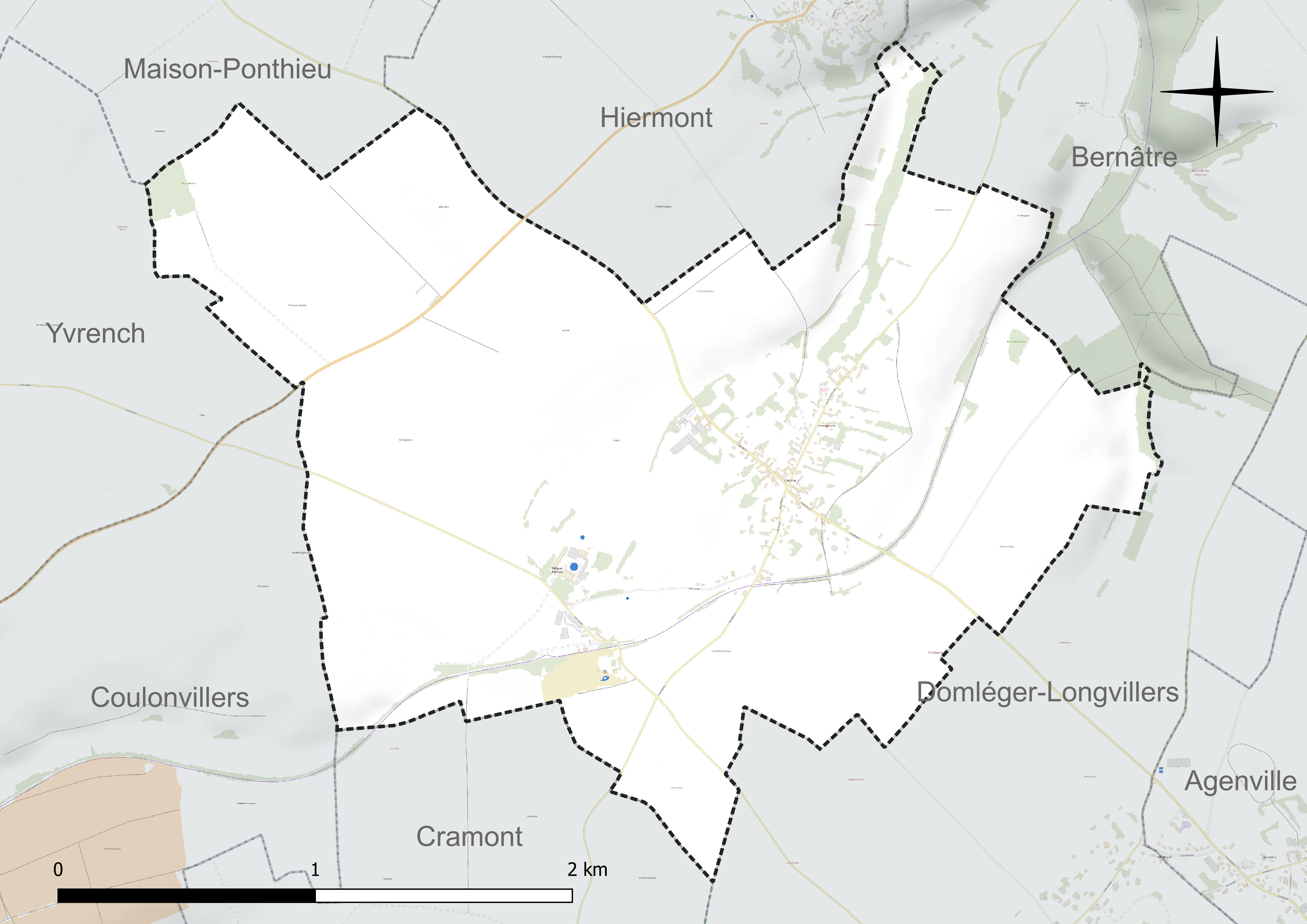
Réseau hydrographique de Conteville.

### Climat
Pour des articles plus généraux, voir Climat des Hauts-de-France et Climat de la Somme.
En 2010, le climat de la commune est de type climat des marges montargnardes, selon une étude du CNRS s'appuyant sur une série de données couvrant la période 1971-2000. En 2020, Météo-France publie une typologie des climats de la France métropolitaine dans laquelle la commune est exposée à un climat océanique et est dans la région climatique Côtes de la Manche orientale, caractérisée par un faible ensoleillement (1 550 h/an) ; forte humidité de l'air (plus de 20 h/jour avec humidité relative > 80 % en hiver), vents forts fréquents.
Pour la période 1971-2000, la température annuelle moyenne est de 10,2 °C, avec une amplitude thermique annuelle de 13,9 °C. Le cumul annuel moyen de précipitations est de 871 mm, avec 12,9 jours de précipitations en janvier et 9 jours en juillet. Pour la période 1991-2020, la température moyenne annuelle observée sur la station météorologique la plus proche, située sur la commune de Bernaville à 8 km à vol d'oiseau, est de 10,4 °C et le cumul annuel moyen de précipitations est de 877,3 mm,. Pour l'avenir, les paramètres climatiques de la commune estimés pour 2050 selon différents scénarios d'émission de gaz à effet de serre sont consultables sur un site dédié publié par Météo-France en novembre 2022.

## Urbanisme

### Typologie
Au 1er janvier 2024, Conteville est catégorisée commune rurale à habitat dispersé, selon la nouvelle grille communale de densité à sept niveaux définie par l'Insee en 2022.
Elle est située hors unité urbaine. Par ailleurs la commune fait partie de l'aire d'attraction d'Abbeville, dont elle est une commune de la couronne,. Cette aire, qui regroupe 73 communes, est catégorisée dans les aires de 50 000 à moins de 200 000 habitants,.

### Occupation des sols

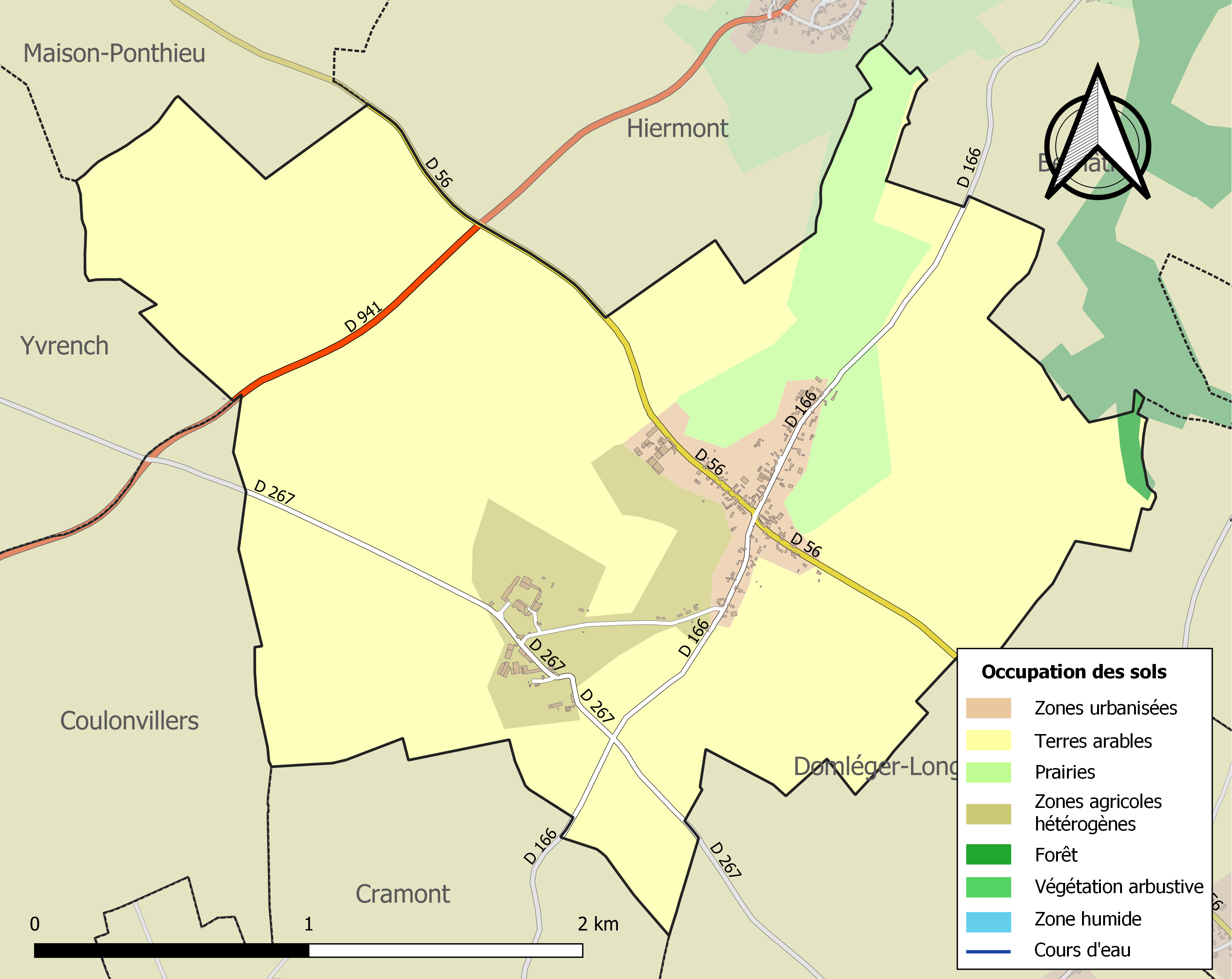
Carte des infrastructures et de l'occupation des sols de la commune en 2018 (CLC).

L'occupation des sols de la commune, telle qu'elle ressort de la base de données européenne d'occupation biophysique des sols Corine Land Cover (CLC), est marquée par l'importance des territoires agricoles (95,5 % en 2018), une proportion identique à celle de 1990 (95,5 %).
La répartition détaillée en 2018 est la suivante : terres arables (79,8 %), prairies (8,5 %), zones agricoles hétérogènes (7,2 %), zones urbanisées (4,1 %), forêts (0,4 %). L'évolution de l'occupation des sols de la commune et de ses infrastructures peut être observée sur les différentes représentations cartographiques du territoire : la carte de Cassini (XVIIIe siècle), la carte d'état-major (1820-1866) et les cartes ou photos aériennes de l'IGN pour la période actuelle (1950 à aujourd'hui).

### Habitat et logement
En 2021, le nombre total de logements dans la commune était de 98, alors qu'il était de 94 en 2016 et de 90 en 2011.
Parmi ces logements, 91,8 % étaient des résidences principales et 8,2 % des logements vacants. Ces logements étaient pour 98,9 % d'entre eux des maisons individuelles et pour 0 % des appartements.
Le tableau ci-dessous présente la typologie des logements à Conteville en 2021 en comparaison avec celle de la Somme et de la France entière. Une caractéristique marquante du parc de logements est ainsi l'absence de résidences secondaires et logements occasionnels, à comparer avec la proportion départementale (8,4 %) et nationale (9,7 %).
| Typologie                                               | Conteville | Somme | France entière |
| ------------------------------------------------------- | ---------- | ----- | -------------- |
| Résidences principales (en %)                           | 91,8       | 83,1  | 82,2           |
| Résidences secondaires et logements occasionnels (en %) | 0          | 8,4   | 9,7            |
| Logements vacants (en %)                                | 8,2        | 8,5   | 8,1            |

### Voies de communication et transports
La commune est desservie par l'ancienne route nationale 41 (actuelle RD 941).
Deux routes départementales coupent le village en croix et forment les axes principaux, complété par la RD 267, qui passe plus au sud.
En 2019, la localité est desservie par les lignes de bus du réseau Trans'80, chaque jour de la semaine, sauf le dimanche.

## Toponymie
Le nom de la localité est attesté sous les formes Comitis villa en 1027 ; Constancii villare en 1118 ; Cunta villa en 1123 ; Constanvillaris en 1170 ; Contevilla en 1203 ; Conteville en 1210 ; Contevile en 1743.
Le nom du village viendrait de Comitisvilla, maison de campagne du comte du Ponthieu.

## Histoire

### Moyen Âge
Le plus ancien seigneur mentionné est Guillaume III, comte de Ponthieu en 791.
Dès 1029, la seigneurie tenue du roi de France, est attestée. Le village compte alors 330 habitants.
À l'époque de la guerre de Cent Ans, un château est mentionné, appartenant à Jacques d'Harcourt, situé près de l'église.

### Temps modernes
Comme beaucoup de villages du Ponthieu, la localité connaît les ravages des guerres avec les Espagnols, notamment en 1635, et les périodes de peste qui l'accompagnent. Il ne reste que 24 feux en 1760.

### Révolution française et Empire
À l'époque révolutionnaire, les biens du comte d'Artois auraient dû être vendus mais le territoire ne connaît pas le morcellement opéré en d'autres lieux.

### Époque contemporaine
La commune est épargnée des dommages ou des réquisitions subis ailleurs, pendant la guerre de 1870-1871.
La gare de Conteville, sur la ligne de Fives à Abbeville, se trouvait sur l'itinéraire de trains reliant Lille, Béthune et Abbeville Elle a été concédée en 1869 à la compagnie des chemins de fer du Nord, et, après la cessation du trafic, la ligne est déclassée en 1994. La section de la ligne passant par Conteville constitue désormais la Traverse du Ponthieu,.
Lors de la Seconde Guerre mondiale, Conteville a subi les bombardements alliés qui visaient les nombreux blockhaus allemands et les rampes de lancement de V1 du secteur.

## Politique et administration

### Rattachements administratifs et électoraux

#### Rattachements administratifs
La commune se trouvait  dans l'arrondissement d'Abbeville du département de l'Oise jusqu'en 2017, année où elle est rattachée à l'arrondissement d'Amiens,.
Elle faisait partie depuis 1801 du canton de Crécy-en-Ponthieu. Dans le cadre du redécoupage cantonal de 2014 en France, cette circonscription administrative territoriale a disparu, et le canton n'est plus qu'une circonscription électorale.

#### Rattachements électoraux
Pour les élections départementales, la commune est membre depuis 2014 du canton de Doullens
Pour l'élection des députés, elle fait partie de la troisième circonscription de la Somme.

### Intercommunalité
Conteville était membre de la communauté de communes Authie-Maye, un établissement public de coopération intercommunale (EPCI) à fiscalité propre créé en 2001 et auquel la commune avait transféré un certain nombre de ses compétences, dans les conditions déterminées par le code général des collectivités territoriales.
Dans le cadre des dispositions de la loi portant nouvelle organisation territoriale de la République, la commune a intégré le 1er janvier 2017 la communauté de communes du Territoire Nord Picardie.

### Liste des maires
| Période                                  | Période                   | Identité         | Étiquette | Qualité                                                                                             |
| ---------------------------------------- | ------------------------- | ---------------- | --------- | --------------------------------------------------------------------------------------------------- |
| Les données manquantes sont à compléter. |                           |                  |           | |
| 1944                                     | 1945                      | Maurice Dumont   | PCF       | Artisan électricien.                                                                                |
| 1945                                     | 1959                      | Hélène Lœuillet  | SFIO      | Directrice de coopérative agricole Conseillère générale du canton de Crécy-en-Ponthieu (1945-1964). |
| mars 2001                                | juillet 2020              | Arnaud Thorel,   |           | .                                                                                                   |
| juillet 2020                             | En cours (au 5 juin 2022) | Vincent Marquant |           | Agriculteur                                                                                         |

## Équipements et services publics

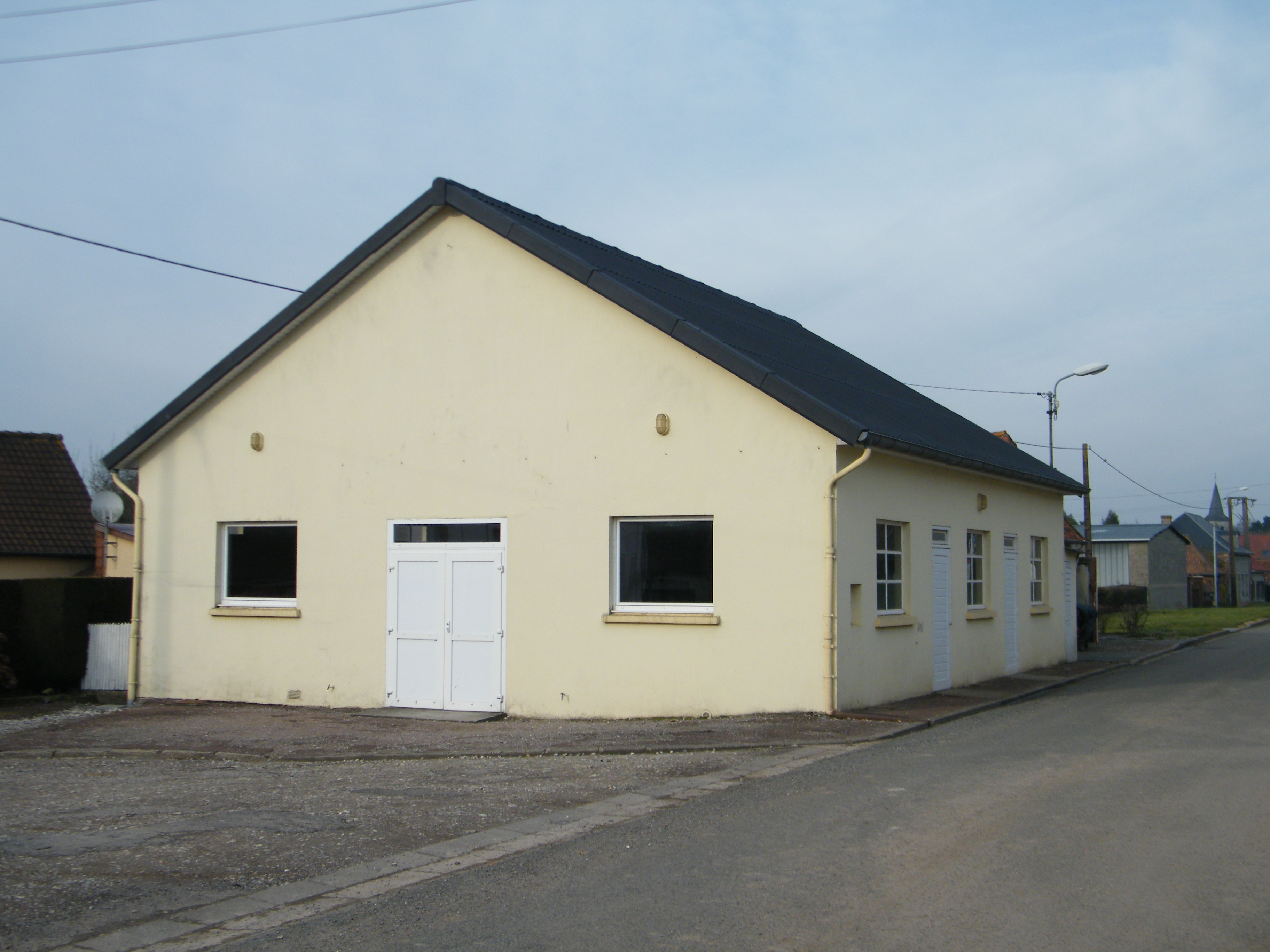
La salle des fêtes.

La mairie-école, construite à la fin du XIXe siècle, a perdu sa fonction scolaire. Elle est rénovée en 2021/2022,.
La commune dispose d'une salle des fêtes

### Enseignement
Le village n'a plus d'école. La compétence scolaire est gérée par la communauté de communes.

## Population et société

### Démographie
L'évolution du nombre d'habitants est connue à travers les recensements de la population effectués dans la commune depuis 1793. Pour les communes de moins de 10 000 habitants, une enquête de recensement portant sur toute la population est réalisée tous les cinq ans, les populations de référence des années intermédiaires étant quant à elles estimées par interpolation ou extrapolation. Pour la commune, le premier recensement exhaustif entrant dans le cadre du nouveau dispositif a été réalisé en 2008.

En 2022, la commune comptait 217 habitants, en évolution de +4,83 % par rapport à 2016 (Somme : −1,26 %, France hors Mayotte : +2,11 %).
| 1793 | 1800 | 1806 | 1821 | 1831 | 1836 | 1841 | 1846 | 1851 |
| ---- | ---- | ---- | ---- | ---- | ---- | ---- | ---- | ---- |
| 278  | 282  | 334  | 322  | 327  | 335  | 313  | 315  | 326  |

| 1856 | 1861 | 1866 | 1872 | 1876 | 1881 | 1886 | 1891 | 1896 |
| ---- | ---- | ---- | ---- | ---- | ---- | ---- | ---- | ---- |
| 330  | 335  | 296  | 287  | 325  | 288  | 293  | 293  | 278  |

| 1901 | 1906 | 1911 | 1921 | 1926 | 1931 | 1936 | 1946 | 1954 |
| ---- | ---- | ---- | ---- | ---- | ---- | ---- | ---- | ---- |
| 258  | 248  | 258  | 239  | 225  | 252  | 263  | 258  | 257  |

| 1962 | 1968 | 1975 | 1982 | 1990 | 1999 | 2006 | 2008 | 2013 |
| ---- | ---- | ---- | ---- | ---- | ---- | ---- | ---- | ---- |
| 262  | 212  | 160  | 154  | 158  | 172  | 191  | 196  | 199  |

| 2018 | 2022 | - | - | - | - | - | - | - |
| ---- | ---- | - | - | - | - | - | - | - |
| 216  | 217  | - | - | - | - | - | - | - |

En 1899, le village compte deux écarts :
– la ferme d'Aymond, 11 habitants (Ahü Mons en 1224 ou le Temple d'Aiermond en 1239) ;
–  la gare, 3 maisons, 9 habitants.

## Culture locale et patrimoine

### Lieux et monuments
- Église Saint-Pierre, toute en craie, avec des ouvertures romanes.
Un cadran solaire très original est gravé sur le contrefort de l'église. Sa forme est celle d'un rectangle et les chiffres arabes figurent dans le bandeau. Presque tous les cadrans d'églises de la région sont méridionaux, et celui-ci est oriental : les heures ne se lisent que le matin. Sur celui de l'église de Conteville, les heures s'échelonnent de 4 à 11 heures du matin. Il existe un autre cadran pour l'après-midi, il est en voie de disparition.
Son clocher nécessite, en 2022, des travaux de gros entretien[30].
L'église comprend plusieurs statues en bois du XVIe au XIXe siècle inscrites aux Monuments Historiques, ainsi que la stèle funéraire d'André de Torcy, chevalier et seigneur de Conteville, mort le 31 octobre 1706[21].
- La Traverse du Ponthieu, randonnée de 18 km, à pied, à cheval ou à vélo, d'Abbeville à Auxi-le-Château, passe dans la commune.
- Chapelle de l'abbaye d'Aimont. Datée de 1194, c'est une ancienne propriété templière passée aux hospitaliers de Malte[34].

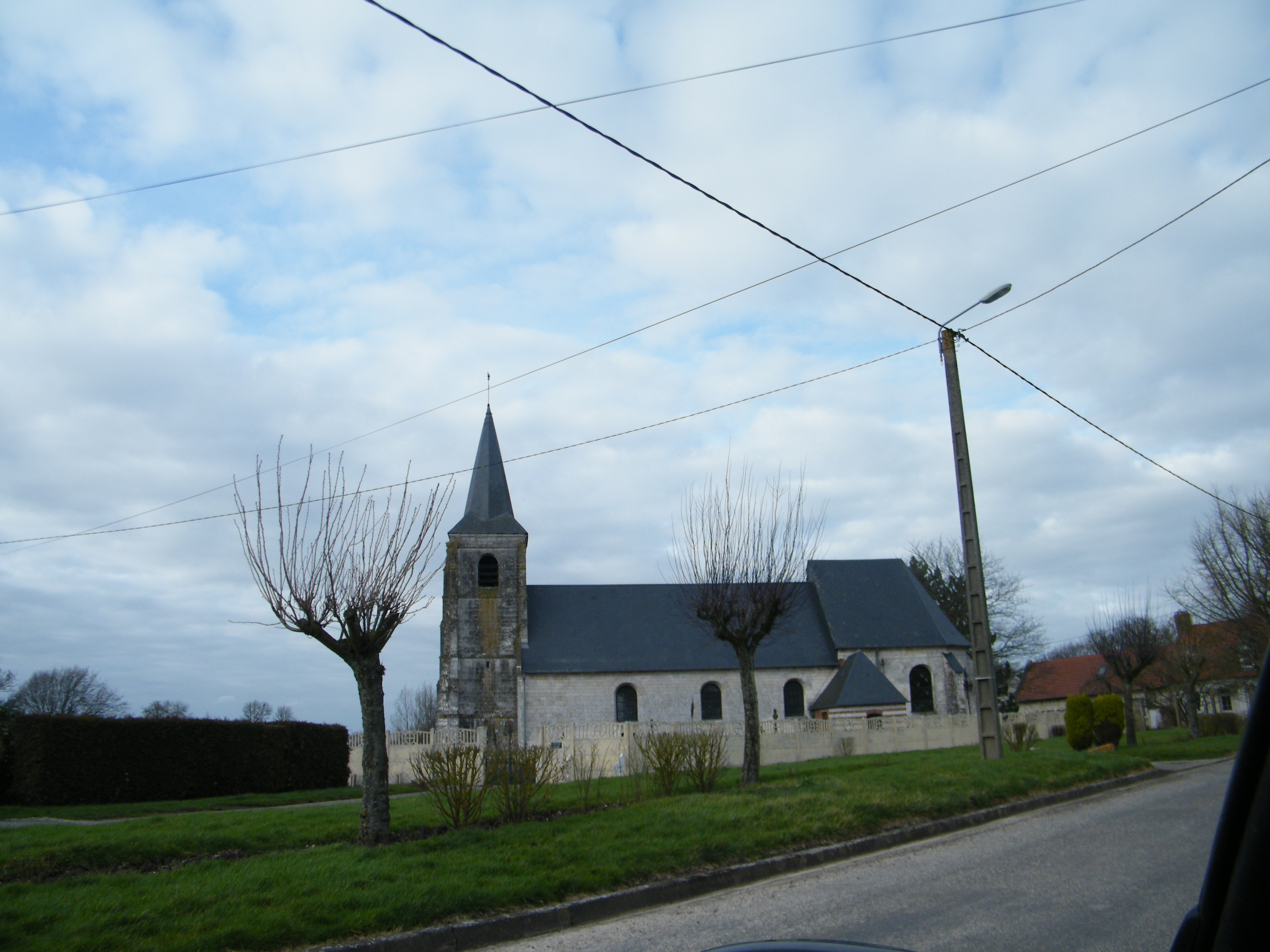
L'église Saint-Pierre.
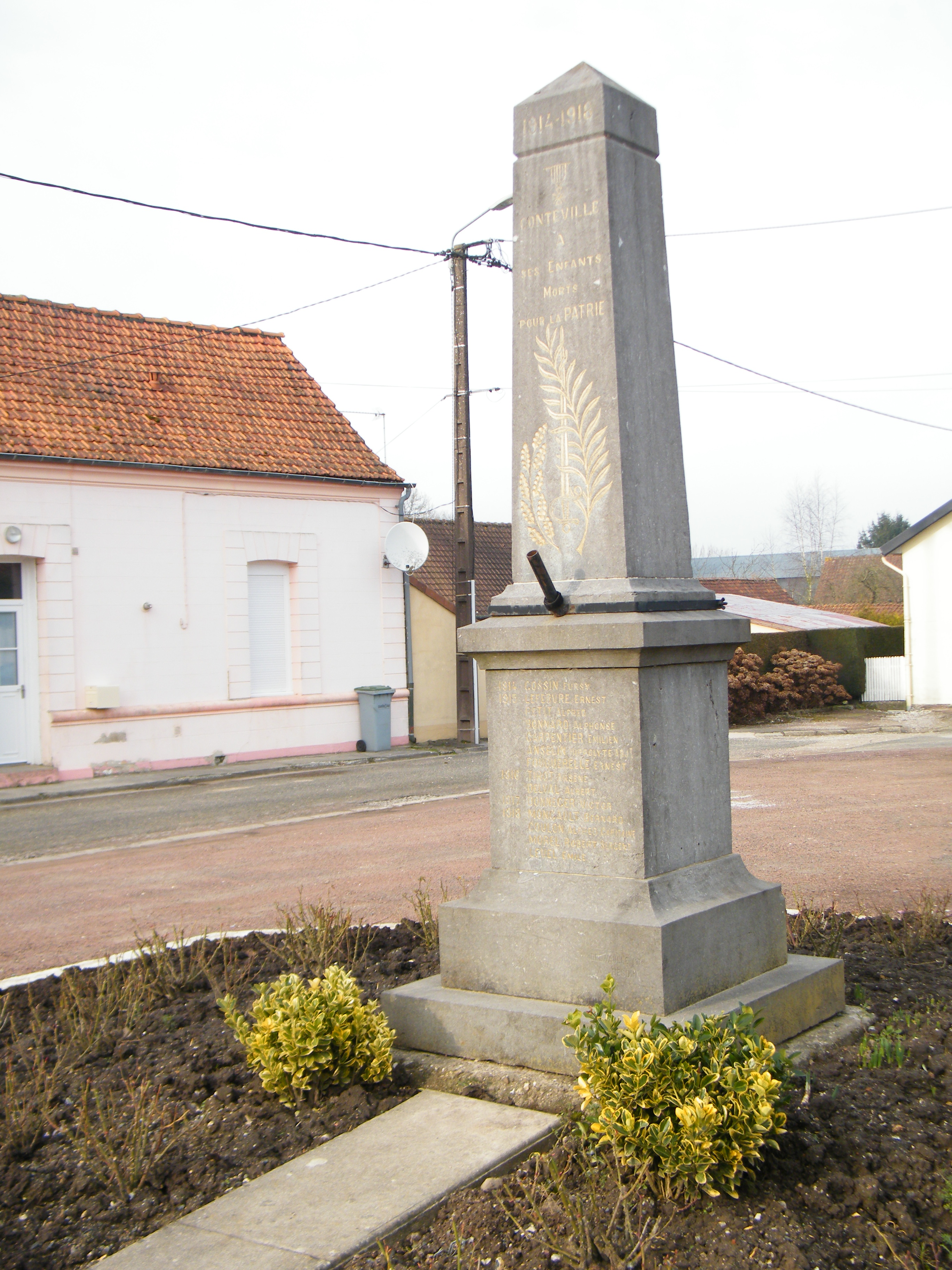
Le monument aux morts.
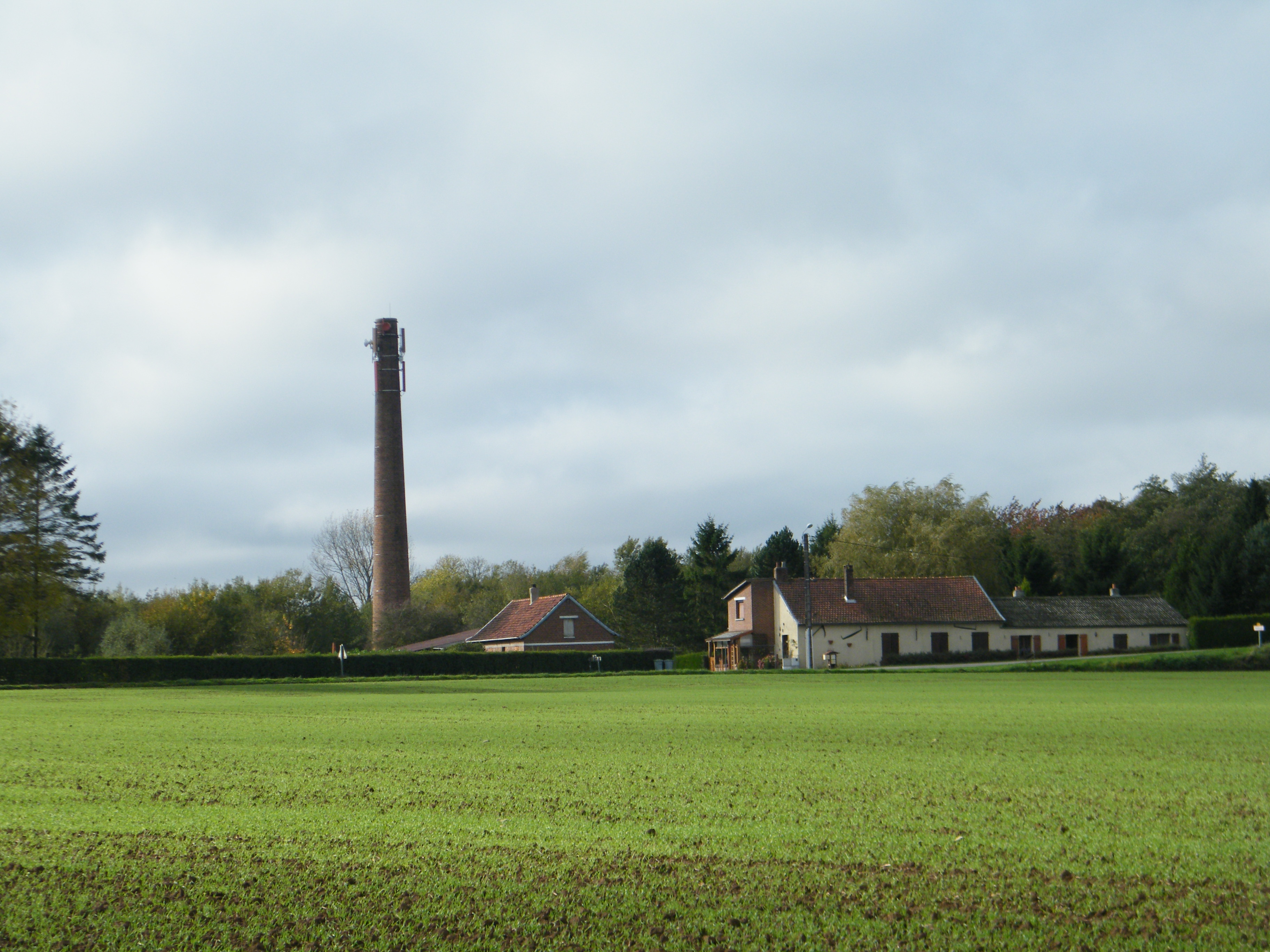
Vestiges de l'ancienne sucrerie.
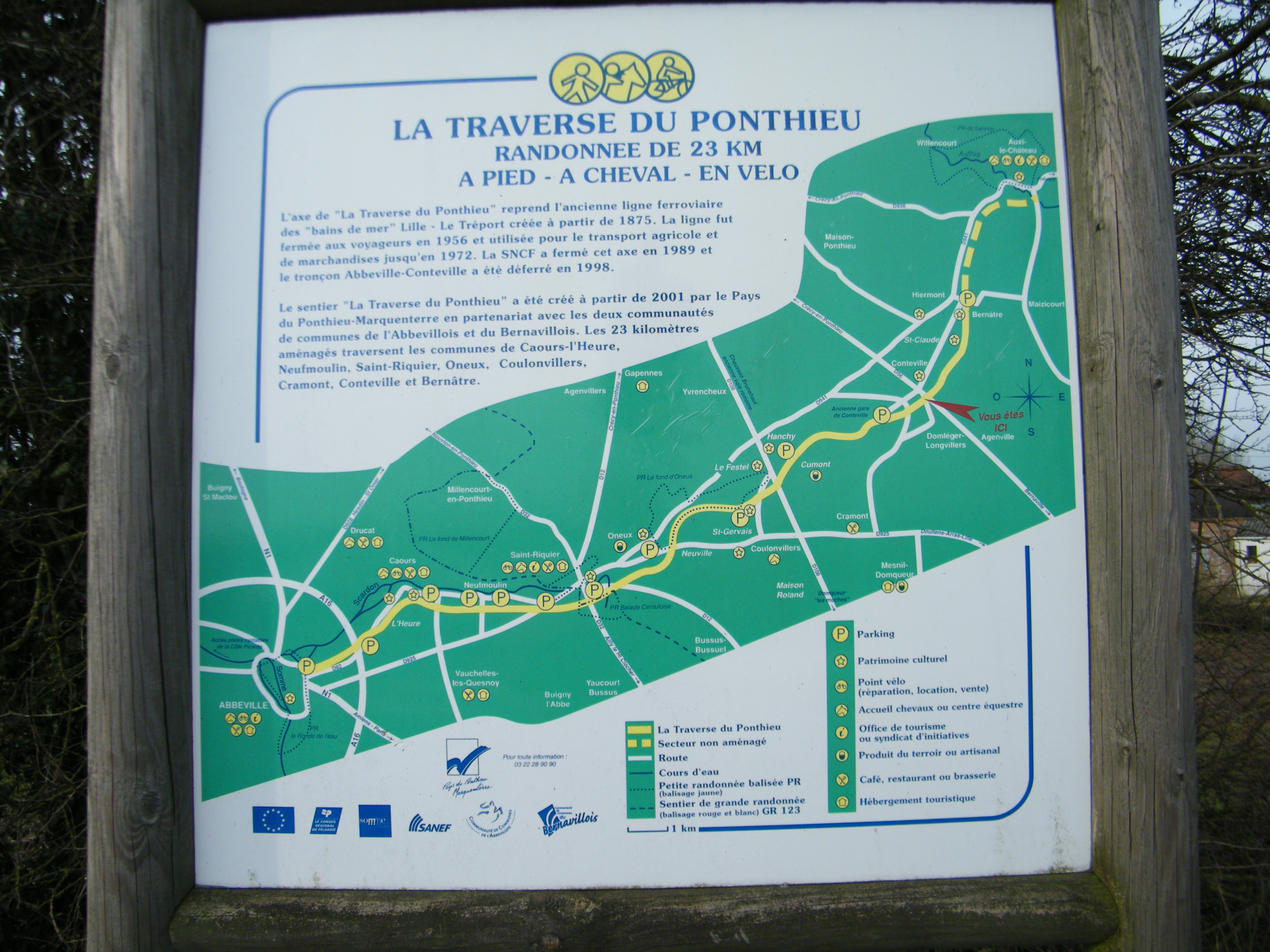
La Traverse du Ponthieu.
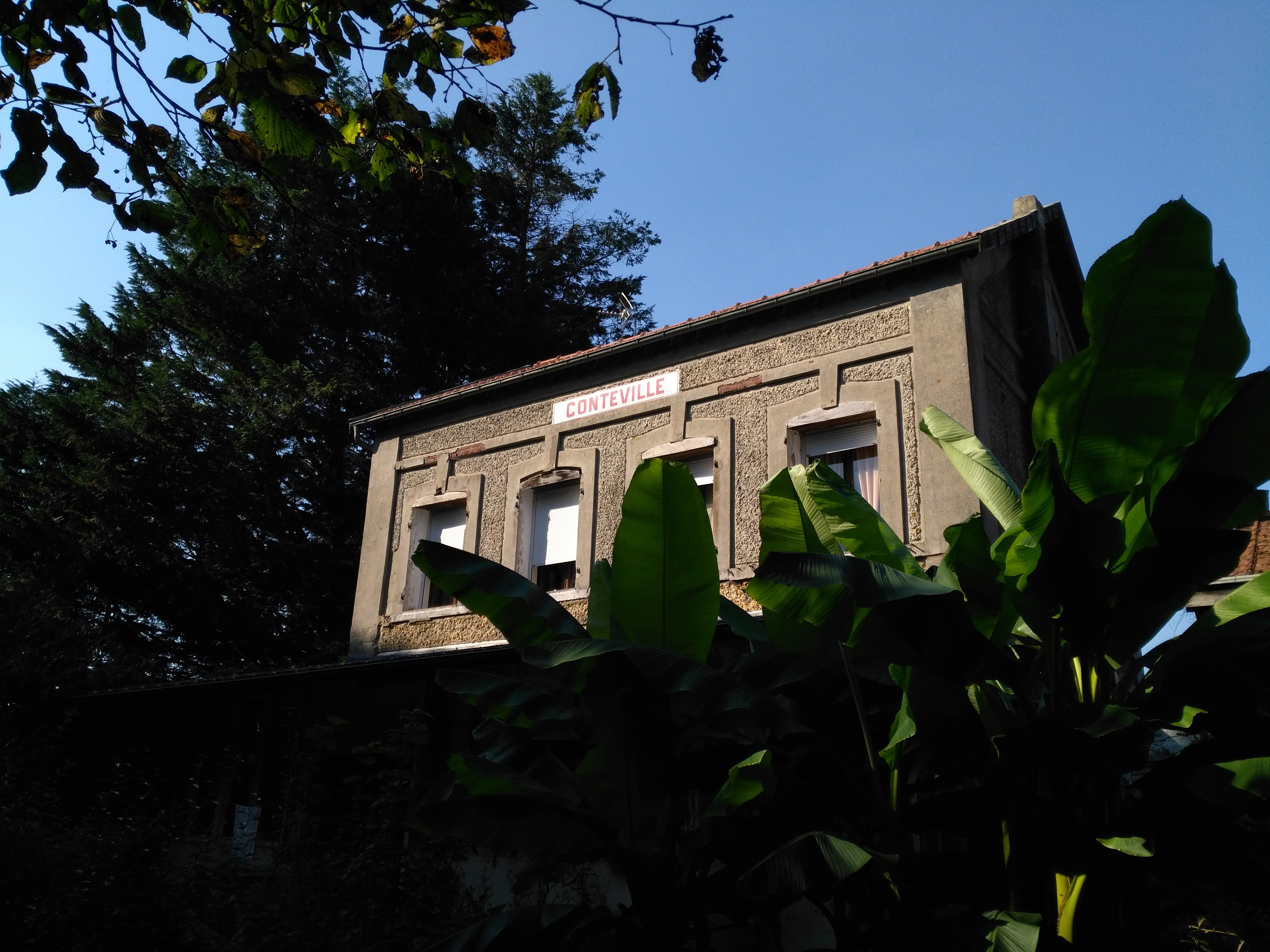
L'ancienne gare.

### Personnalités liées à la commune
Augustin Tuncq, général de division sous la Révolution, né le 27 août 1746 à Conteville, décédé le 9 février 1800 à Paris.